# Ivan Fomine
Pour les articles homonymes, voir Fomine.
Ivan Alexandrovitch Fomine (en russe : Иван Александрович Фомин) est un architecte et professeur russe puis soviétique, né le 3 février 1872 à Orel et décédé le 12 juin 1936 à Moscou.
Il commence sa carrière en 1889 à Moscou, œuvrant dans le style Art nouveau. Après son installation à Saint-Pétersbourg en 1905, il devient un protagoniste de l’éclectisme historiciste. Prenant part à la Révolution russe de 1917, Ivan Fomine développe la variante soviétique du néoclassicisme et devient l’une des figures majeures de la première architecture de la période stalinienne.

## L’apprentissage
Né à Orel, Ivan Fomine suit un enseignement classique à Riga, et étudie les mathématiques à l’université de Moscou. En 1894, il est admis à l’Académie impériale des beaux-arts de Saint-Pétersbourg, dont il se fait exclure deux ans plus tard en 1896, pour cause d’activités politiques. Il passe une année à étudier en France, puis regagne Moscou, où il passe les épreuves pour le permis d’entrepreneur. Il travaille pour Lev Kekouchev et Féodor Schechtel, deux maîtres incontestés de l’Art nouveau. Schechtel lui confie le projet du Théâtre d’art de Moscou, ce qui permet à Fomine d’acquérir une première notoriété publique et lui procure ainsi ses premières commandes.

## La période Art nouveau (1899–1903)[3]
À ses débuts, le style de Ivan Fomine est marqué par l’empreinte de Schekhtel et du Jugendstil autrichien, comme l’illustre l’une de ses premières réalisations significative : l’hôtel Wilhelmina Reck de la rue Skatertny. L’immeuble s’inspire vaguement de l’agence Elvira construite par August Endell (1896 ; démoli en 1944) ; à la place des motifs marins d’Endell, Ivan Fomine dispose des fleurs en plâtre et des inserts de majolique. Ce motif floral est repris par le portail en fer. Reconstruit sur son emplacement, l’édifice n’est plus reconnaissable.
La famille Reck, véritable mécène de l’Art nouveau, va lui procurer d’autres opportunités. En 1902-1903, il organise ainsi une « Exposition d’art et d’architecture de l’art nouveau », où il présente ses conceptions en matière de décoration et d’architecture d’intérieur.
Il a recours aux meilleurs fabricants de mobilier, fondeurs et usines de céramique pour ses propres projets. Il invite également des artistes russes ou étrangers tels que Charles Rennie Mackintosh, Joseph Maria Olbrich, Koloman Moser. Ivan Fomine s’impose comme le promoteur de cet art nouveau. Cependant, ses tentatives de transformation de la nouvelle société architecturale s’avérant être un échec, il décide de fonder en 1902, la faculté d’architecture à Moscou, avec une classe de filles distincte.

## Le néo-classicisme (1903–1917)

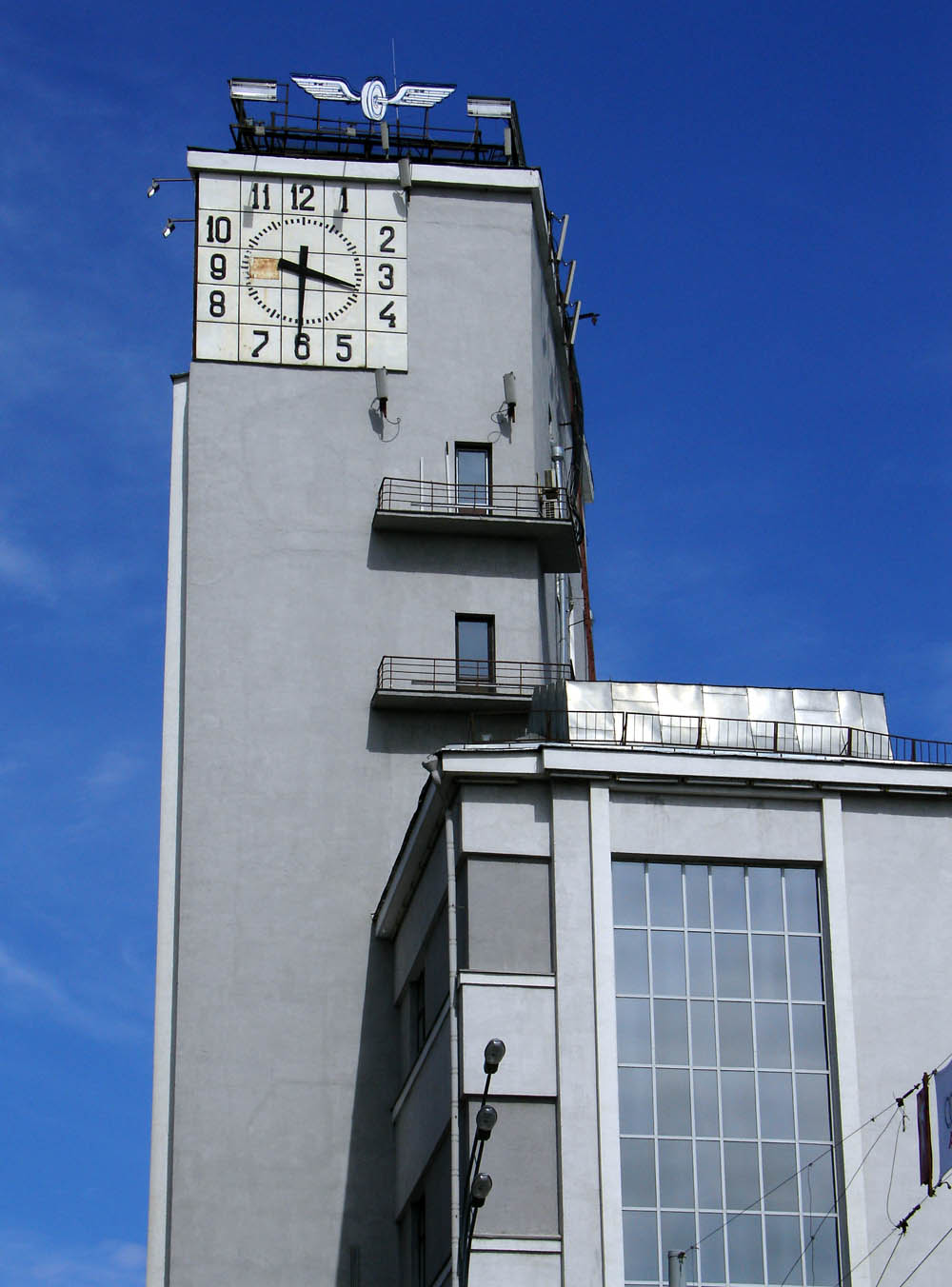
Siège des Chemins de fer russes, à Moscou

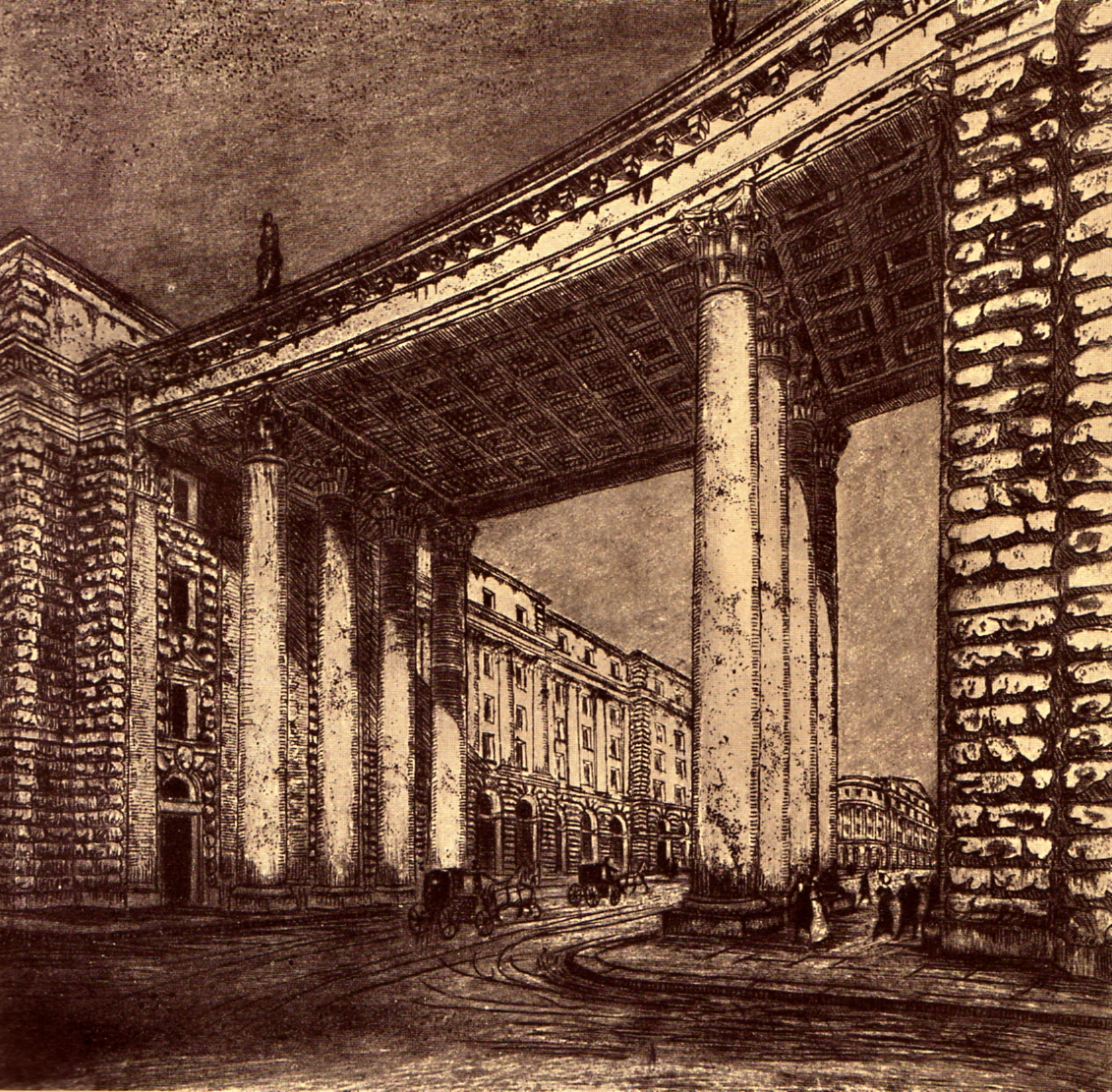
Projet pour Novy-Pétersbourg, dessin d'Ivan Alexandrovich Fomine, vers 1912

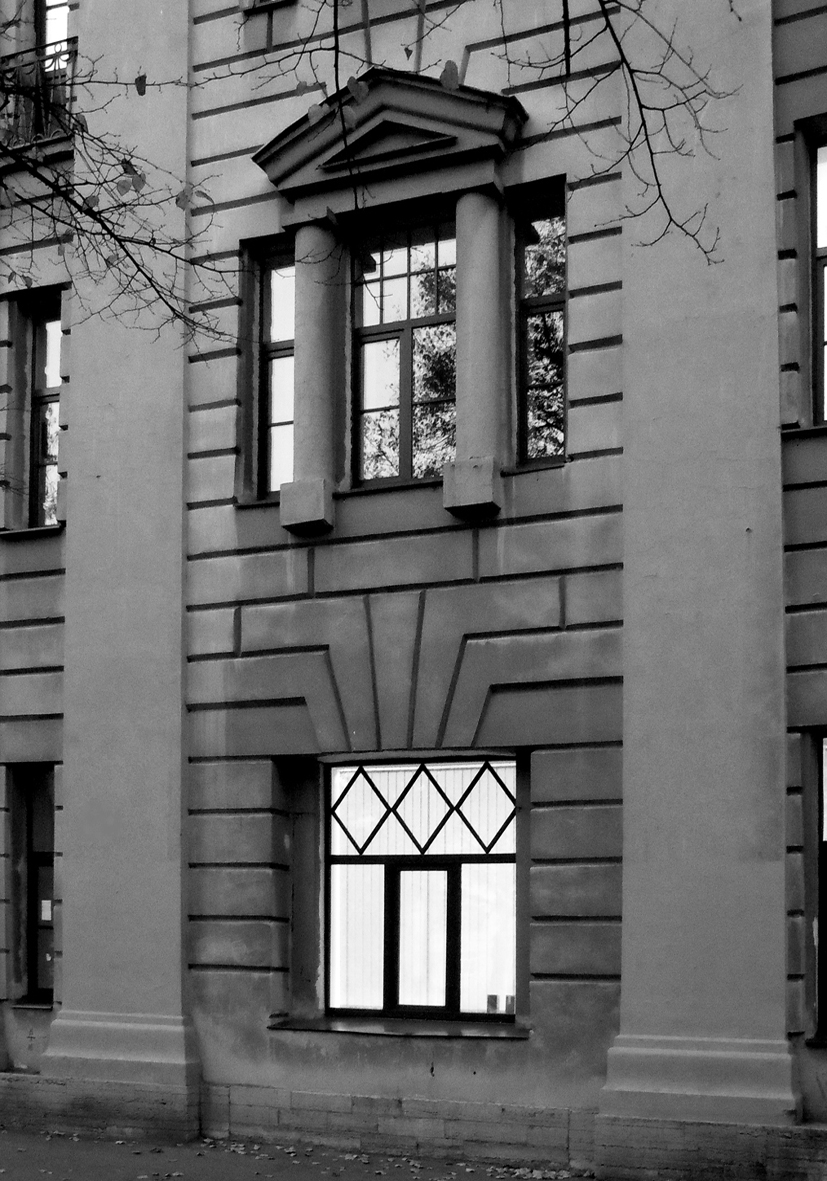
2 rue Kahovskogo, Saint Pétersbourg, Fomine et Stalberg (architectes), 1914

Si Fomine connaît déjà une solide réputation, il n'a toujours pas le titre d'architecte. Il retourne à Saint-Pétersbourg
où il achève sa formation à l'Académie impériale des beaux-arts (cours de Léon Benois). Il remporte un voyage d'étude qui l'emmène d'Italie en Égypte en passant par la Grèce. À la même époque, une vague néoclassique touche l'architecture à Saint-Pétersbourg, en particulier les grands magasins et les banques. Les avancées technologiques permettent de combiner les arcs et colonnes classiques, les structures métalliques ou en béton et les larges surfaces vitrées. On retrouve cette influence dans le projet de Fomine pour le concours lancé par le comte Volkonsky autour d'un ensemble immobilier.
Fomine approuve un retour à l'histoire, à l'architecture classique russe. Il se fait l'avocat de la préservation du patrimoine, telles ces demeures
historiques menacées par des restructurations afin de les lotir en appartements à usage locatif.
Fomine réalise de nombreux travaux de rénovation intérieure.
Il réalise également deux projets : la maison Polovtsow, et la maison Abamelek-Lazarev.
Son plus grand projet urbain, interrompu par le déclenchement de la Première Guerre mondiale, est loin de se matérialiser en totalité. Novy-Pétersbourg, sur l'île Goloday, est au départ un rêve palladien. En 1911, une société d'investissement britannique lance le développement d'un projet à l'ouest de l'île, sur une surface d'un kilomètre carré, attribuant la responsabilité du plan d'ensemble à Fomine. La réalisation des bâtiments fut partagée entre Fomine et Feodor Lidwahl. Fomine souhaite recréer un environnement monumental, impérial, classique, à destination de la classe moyenne. Seule une partie du projet fut réalisée, dont aujourd'hui, un seul bâtiment subsiste, une école, rue Kakhovsky.

## Les dernières années (1926–1936)

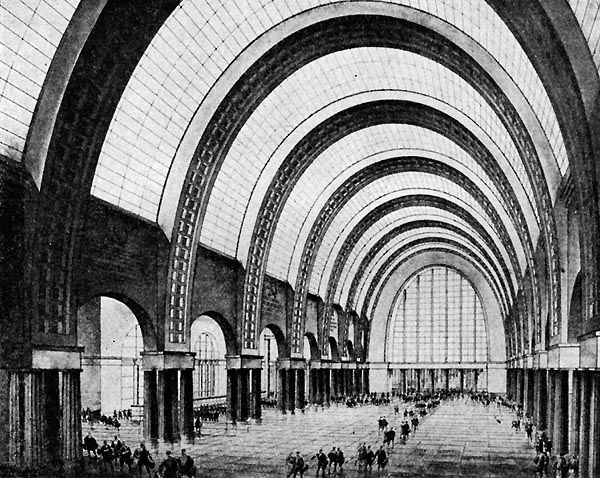
La gare ferroviaire terminus Kursky, esquisse de concours, 1933

## Postérité
Il marque son élève Iakov Tchernikhov à qui il transmet sa sensibilité pour l’histoire de l’architecture et l’héritage de l’Italie.
Dans le quartier historique de Vyborg, un jardin public porte son nom.